# Franz Sacher

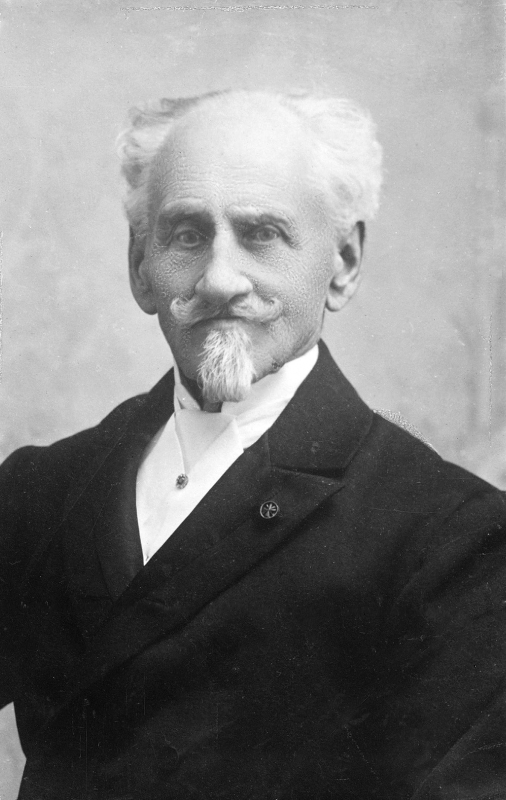
Franz Sacher

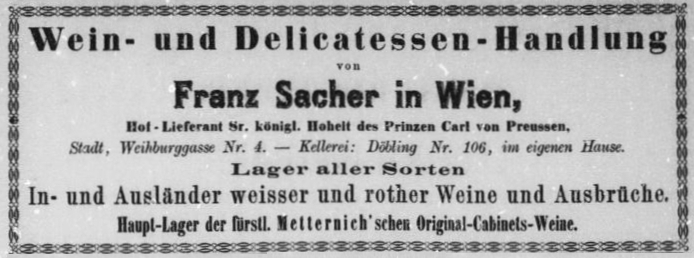
Inserat für die Weinhandlung; 1865

Franz Sacher (* 16. Dezember 1816 in Wien-Alservorstadt, Kaisertum Österreich; † 11. März 1907 in Weikersdorf bei Baden bei Wien, Österreich-Ungarn) war ein österreichischer Koch und Unternehmer. Er gilt als der Erfinder der international bekannten Sachertorte.

## Leben
Franz Sacher war der Sohn eines im Dienste des österreichischen Staatskanzlers Metternich (1773–1859) stehenden Schlossbediensteten namens Anton Sacher und dessen Ehefrau Anna geb. Löw und wurde in der Wiener Alservorstadt Nr. 58 geboren.
Als Sacher 16-jährig Lehrling im zweiten Jahr in der Hofküche des Hauses Metternich war, soll der Herr des Hauses im Jahr 1832 seine Küche angewiesen haben, für sich und seine Gäste ein besonderes Dessert zu kreieren. „Dass er mir aber keine Schand’ macht heut Abend!“, sagte er. Doch der Chefkoch war krank, und so musste – zumindest der Legende nach – der Lehrling Franz diese Aufgabe übernehmen. Die von ihm komponierte Schokoladentorte soll den Gästen sehr gemundet haben – womit die Geschichte der Sachertorte begann.
Auch auf seinem zweiten Posten bei einer Gräfin Esterházy hatte der Jungkoch die Unterweisungen von Chefkoch Impère zu befolgen. Als der Lehrer an den Zarenhof nach St. Petersburg berufen wurde, ließ sich Sacher an einen anderen Zweig der gräflichen Großfamilie versetzen und kam auf den Landsitz im oberungarischen Zelis.
Anno 1840 heiratete er die aus Guntersdorf im Weinviertel stammende Weinhauerstochter Rosalia Wieninger in der Wiener Pfarrkirche St. Josef zu Margareten. Der erste Sohn Franz jun. kam 1841 in Wien, der zweite Sohn Eduard 1843 in einem Gesindetrakt des Schlosses von Rosine Esterházy in Zelis und der dritte und jüngste Sohn Carl in Budapest zur Welt.

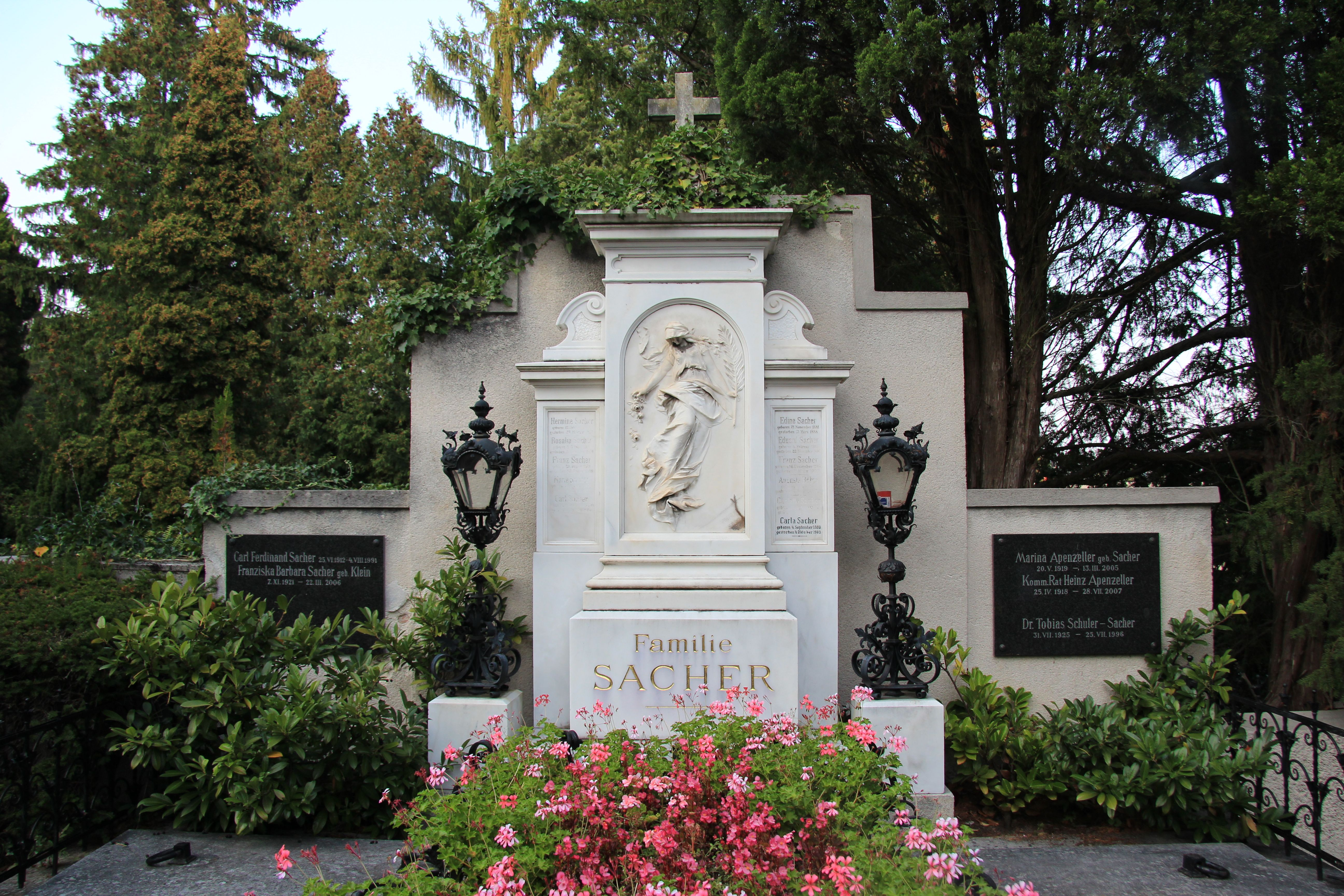
Familiengrab in Baden

Als ausgelernter Koch machte sich Sacher nach einigen Jahren Berufserfahrung zuerst in Pressburg und dann kurzfristig auf Donauschiffen zwischen Wien und Budapest selbstständig. Er war auch erster Küchenchef im Kasino von István Széchenyi in Pest. Anfang der 1850er-Jahre kehrte Sacher nach Wien zurück und eröffnete in der Weihburggasse 4 einen Feinkostladen mit Weinhandlung, wobei sich die „Schokoladentorte des Franz Sacher“ als Verkaufsschlager erwies. Johann Gundel (1844–1915), Gründer des Restaurant Gundel in Budapest, machte in dieser Zeit seine erste Ausbildung bei Franz Sacher. Ab 1. Dezember 1865 führte Sacher als Besitzer auch das Grand Hôtel de l’Europe in der Leopoldstädter Asperngasse 2 (heute: Aspernbrückengasse), das er 1871 abgab.
Franz Sacher ließ sich 1881 in Weikersdorf nächst Baden bei Wien nieder, wo er bis zu seinem Tod in seiner (heute nicht mehr bestehenden) Villa in der Schloßgasse Nr. 10 lebte. In seinem Heim, zwei Gehminuten von Schloss Weikersdorf, dreizehn von Schloss Weilburg, kochte Sacher immer wieder für Angehörige der ansässigen bzw. örtlich engagierten Hocharistokratie.
Etwa fünf Jahre vor seinem Tod und hochbetagt, erlitt der passionierte Jäger in der Steiermark einen schweren Jagdunfall, konnte sich jedoch völlig erholen. Nur das letzte Lebensjahr verbrachte Sacher in Siechtum, gestützt auf die Hilfe seiner langjährigen Wirtschafterin Fräulein Rosa.
Franz Sacher verstarb am 11. März 1907 und wurde im Familiengrab auf dem Helenenfriedhof in Weikersdorf beigesetzt.

### Nachkommen
Franz Sacher und seine Frau Rosalia geb. Wieninger hatten drei Söhne:
- Franz Sacher jun. (1841–1889),[5][17][18] übernahm Mitte der 1860er-Jahre das Geschäft seines Vaters in der Weihburggasse, war später Restaurateur sowie Hotelier in Bukarest, danach Leiter des Marinekasinos in Pola; nach dem Verlust seines Vermögens kehrte er krank in die Heimat zurück, wo er bald darauf im Helenental bei Baden bei Wien verstarb[19][20] und auf dem Friedhof St. Helena bestattet wurde; Vormund seiner minderjährigen Kinder, Franz, Johann und Adrienne, wurde Bruder Carl Sacher;[21] die Witwe, Adrienne, wiedereröffnete als Pächterin 1894 an der Drahtseilbahn Feste Hohen-Salzburg ein Restaurant.[22]
- Eduard Sacher (1843–1892), der beim k.u.k. Hofzuckerbäcker Demel die Sachertorte vollendete und 1876 das Hotel Sacher in Wien gründete.
- Carl Sacher (* 29. September 1849 in Wien, † 28. Mai 1929 in Baden bei Wien, Helenenstraße 49), der 1881 Sacher’s Hotel & Curanstalt im Helenental gründete.[23] In diesem bis heute frequentierten Hotel bzw. Restaurant waren viele bedeutende Persönlichkeiten, unter anderem auch Kaiserin Elisabeth zu Gast. In den frühen 1890er-Jahren führte Carl Sacher in der Wiener Taborstraße 8 auch das Hotel Central.

## Ehrungen
- Franz-Joseph-Orden[11]
- 1905 Goldenes Verdienstkreuz mit der Krone[24]
- Google zeigte am 19. Dezember 2016 in D-A-CH das animierte Google Doodle 200. Geburtstag von Franz Sacher mit dem zweiten „o“ als Kaffeehaustisch. Auf den Tellern lagen vier Stück Torte, die happenweise bis auf wenige Krümel verschwinden.[25]